# きっと (FIELD OF VIEWの曲)
「きっと」（きっと）は、FIELD OF VIEWの楽曲である。2022年9月28日に21枚目のシングルとしてZAIN RECORDSより発売された。

## 概要
2002年に解散し、デビュー25周年の2020年に再始動したFIELD OF VIEWの20年ぶりとなるシングルである。
シングルでは『渇いた叫び』以来となるオリコントップ20以内にランクインした。
「Special thanks」には、小田孝と新津健二が表記されている。

## 収録曲
| #         | タイトル                         | 作詞      | 作曲      | 編曲       | 時間  |
| --------- | -------------------------------- | --------- | --------- | ---------- | ----- |
| 1.        | 「きっと」                       | 浅岡雄也  | 浅岡雄也  | 葉山たけし | 3:36  |
| 2.        | 「きっと」(Off Vocal)            |           |           |            | 3:37  |
| 3.        | 「君がいたから」(2022 Live ver.) | 坂井泉水  | 織田哲郎  | 葉山たけし | 4:39  |
| 合計時間: | 合計時間:                        | 合計時間: | 合計時間: | 合計時間:  | 11:52 |

## 楽曲解説
1. きっと
2. 君がいたから (2022 Live ver.)
ボーナストラック。1995年5月15日リリースの1stシングルのライブバージョン。

## クレジット
FIELD OF VIEW
- Vocal：浅岡雄也
- Drums：小橋琢人

ゲストミュージシャン
- Guitar,Keyboard and Programming：葉山たけし
- Bass：飯塚祐太郎
- Chorus：神野友亜（SARD UNDERGROUND） 
- Chorus：木村涼介（dps） 
- Chorus：蔵本勝希（GARL）
- Director：寺尾広
- Instrumental crew：Tetsu Tsujimoto
- Recording engineer：Kouki Yamamoto
- Recording,Mixing&Mastering engineer：Tatsuya Okada
- Drums recording engineer：Kosuke Oono